# قسم حومة كرند الريفي (مقاطعة دالاهو)
قسم حومة كرند الريفي (بالفارسية: دهستان حومه کرند) هي منطقة ريفية تقع في قسم في إيران. يقدر عدد سكانها بـ 5,682 نسمة .